# Mădălina Gojnea
Mădălina-Victorița Gojnea (* 23. August 1987 in Ploiești) ist eine ehemalige rumänische Tennisspielerin.

## Karriere
Gojnea, die am liebsten auf Sandplätzen spielte, begann im Alter von sechs Jahren mit dem Tennis.
Sie stand 2004 im Finale des Jurniorinneneinzels der French Open gegen Sessil Karatantschewa, das sie mit 4:6 und 0:6 verlor. Im selben Jahr erreichte sie auch das Juniorinnendoppel der US Open, gemeinsam mit Monica Niculescu als Doppelpartnerin, das sie gegen Marina Eraković/Michaëlla Krajicek mit 6:74 und 0:6 verloren.
Während ihrer Karriere gewann sie zwölf Einzel- und elf Doppeltitel des ITF Women’s Circuits.
2006 und 2007 spielte sie für die rumänische Fed-Cup-Mannschaft, wo sie bei 14 Matches achtmal siegreich war, davon je sieben im Einzel und einmal im Doppel.
Außerdem spielte sie auch in der ersten und zweiten Tennis-Bundesliga.

## Turniersiege

### Einzel
| Nr. | Datum          | Turnier       | Kategorie   | Belag     | Finalgegnerin              | Ergebnis      |
| --- | -------------- | ------------- | ----------- | --------- | -------------------------- | ------------- |
| 1.  | September 2004 | Cluj-Napoca   | ITF $10.000 | Sand      | Oksana Teplyakova          | 7:5, 6:3      |
| 2.  | Januar 2005    | Vale do Lobo  | ITF $10.000 | Hartplatz | Lucía Jiménez Almendros    | 6:4, 4:6, 6:0 |
| 3.  | März 2005      | Athen         | ITF $10.000 | Sand      | Anna Gerasimou             | 6:1, 6:3      |
| 4.  | März 2005      | Patras        | ITF $10.000 | Hartplatz | Antonia Xenia Tout         | 7:5, 6:2      |
| 5.  | Juli 2005      | Arad          | ITF $10.000 | Sand      | Oksana Karyshkova          | 6:1, 6:3      |
| 6.  | Juni 2006      | Gorizia       | ITF $25.000 | Sand      | Barbora Záhlavová-Strýcová | 6:4, 6:1      |
| 7.  | April 2010     | Hvar          | ITF $10.000 | Sand      | Ema Burgić                 | 6:4, 6:4      |
| 8.  | April 2010     | Šibenik       | ITF $10.000 | Sand      | Conny Perrin               | 6:2, 6:1      |
| 9.  | Mai 2010       | Bukarest      | ITF $10.000 | Sand      | Bianca Hîncu               | 6:2, 6:2      |
| 10. | Juni 2010      | Iași          | ITF $10.000 | Sand      | Ilinca Stoica              | 6:2, 7:Ss5    |
| 11. | Juli 2010      | Aschaffenburg | ITF $25.000 | Sand      | Caroline Garcia            | 6:1, 6:0      |
| 12. | September 2010 | Bukarest      | ITF $25.000 | Sand      | Kristína Kučová            | 6:4, 6:4      |

### Doppel
| Nr. | Datum          | Turnier      | Kategorie   | Belag     | Partnerin           | Finalgegnerinnen                           | Ergebnis         |
| --- | -------------- | ------------ | ----------- | --------- | ------------------- | ------------------------------------------ | ---------------- |
| 1.  | Juli 2004      | Bukarest     | ITF $10.000 | Sand      | Monica Niculescu    | Liana Balaci Iris Ichim                    | 6:4, 6:1         |
| 2.  | Februar 2005   | Vale do Lobo | ITF $10.000 | Hartplatz | Gabriela Niculescu  | Iryna Burjatschok Olga Panowa              | 6:3, 6:4         |
| 3.  | April 2005     | Patras       | ITF $10.000 | Hartplatz | Lenore Lăzăroiu     | Asimina Kaplani Anna Koumantou             | 6:3, 6:2         |
| 4.  | Mai 2005       | Bukarest     | ITF $10.000 | Sand      | Bianca Bonifate     | Asimina Kaplani Anna Koumantou             | 6:2, 7:63        |
| 5.  | Mai 2005       | Pitești      | ITF $10.000 | Sand      | Gabriela Niculescu  | Vojislava Lukić Andrea Popović             | 6:4, 6:3         |
| 6.  | Juli 2005      | Bukarest     | ITF $10.000 | Sand      | Gabriela Niculescu  | Ágnes Szatmári Oksana Teplyakova           | 6:3, 6:2         |
| 7.  | März 2007      | Las Palmas   | ITF $25.000 | Hartplatz | Sorana Cîrstea      | Claire Curran Melanie South                | 4:6, 7:65, 6:4   |
| 8.  | September 2007 | Lleida       | ITF $10.000 | Sand      | Sylwia Zagórska     | Catarina Ferreira Sheila Solsona-Carcasona | 7:68, 6:1        |
| 9.  | Mai 2010       | Bukarest     | ITF $10.000 | Sand      | Laura-Ioana Andrei  | Diana Enache Cristina Mitu                 | 6:4, 3:6, [10:7] |
| 10. | Juni 2010      | Bukarest     | ITF $10.000 | Sand      | Laura-Ioana Andrei  | Elora Dabija Ioana Gaspar-Ivan             | 6:2, 6:4         |
| 11. | Juni 2010      | Iași         | ITF $10.000 | Sand      | Ionela-Andreea Iova | Fatma Al-Nabhani Biljana Pawlowa-Dimitrova | 6:3, 6:3         |